# Per Steenberg
Per Steenberg (* 17. März 1870 in Nedre Eiker; † 28. Juni 1947 in Oslo) war ein norwegischer Organist und Komponist.
Seine musikalische Ausbildung erhielt Steenberg u. a. von 1896 bis 1897 in Leipzig am dortigen Konservatorium. Zu seinem Lehrern gehörten Salomon Jadassohn, Paul Homeyer, Carl Beving und Oscar Paul.
Steenberg war von 1902 bis 1927 Organist an der Vålerenga-Kirche, dann bis 1940 an der Markus-Kirche in Oslo. Er unterrichtete an der Blindenschule, der Lehrerakademie und der Musikhochschule von Oslo. Zu seinen Schülern zählten Kirchenmusiker wie Rolf Karlsen, Ludvig Nielsen und Conrad Baden.
Neben Kirchenkantaten, Psalmen und Orgelwerken komponierte er eine Reihe von Liedern für gemischten Chor. 1949 erschien posthum ein Choralbuch, das ihn als Vertreter eines konservativen Kirchenmusikstils zeigt.